# Neustadt (Brandeburgo)
Neustadt es un municipio situado en el distrito de Prignitz Oriental-Ruppin, en el estado federado de Brandeburgo (Alemania), a una altitud de 35 metros. Su población a finales de 2016 era de unos 3000 habs. y su densidad poblacional, 45 hab/km².